# Vågåmo
Vågåmo és el centre administratiu del municipi de Vågå, al comtat d'Innlandet, Noruega. La seva població era de 1.463 habitants el 2005. El poble està situat a la sortida del llac Vågåvatn a la vall d'Ottadalen. El riu Otta i l'autopista 15 passen pel poble.
Vågåmo és la llar d'un museu local, el Museu Popular de Jotunheimen. També té una escola i una gran granja que data del segle xv.